# Aigrefeuille-sur-Maine
Aigrefeuille-sur-Maine település Franciaországban, Loire-Atlantique megyében. Lakosainak száma 4121 fő (2022. január 1.). Aigrefeuille-sur-Maine Château-Thébaud, Maisdon-sur-Sèvre, Montbert, La Planche, Remouillé és Saint-Lumine-de-Clisson községekkel határos.

## Népesség
A település népességének változása:
| Lakosok száma | 1280 | 1829 | 1987 | 2564 | 3516 | 3700 | 3936 | 4014 | 4057 | 4121 |
|               | 1968 | 1982 | 1990 | 2006 | 2013 | 2015 | 2017 | 2019 | 2020 | 2022 |